# John Bent
John Peale „Johnny” Bent (ur. 5 sierpnia 1908 w Eagles Mere, zm. 5 czerwca 2004 w Lake Forest) – amerykański hokeista występujący na pozycji napastnika, reprezentant kraju, srebrny medalista olimpijski.
W 1932 roku na igrzyskach w Lake Placid zdobył srebrny medal olimpijski w turnieju hokeja na lodzie. W turnieju zagrał we wszystkich sześciu meczach, w których zdobył trzy gole.
Występował w amerykańskiej amatorskiej lidze NCAA. Od sezonu 1927/1928 do sezonu 1929/1930 reprezentował w tych rozgrywkach Uniwersytet Yale.
Podczas II wojny światowej przez 15 miesięcy służył na lotniskowcu na Oceanie Atlantyckim. Za służbę został odznaczony Brązową Gwiazdą i Purpurowym Sercem.